# Roncofreddo
Roncofreddo (Runfrèd in romagnolo) è un comune italiano di 3 481 abitanti della provincia di Forlì-Cesena in Emilia-Romagna.

## Geografia fisica
Roncofreddo è situato su un colle a cavallo tra le vallate della Rigossa e del Rubicone, a 17 km a sud-est di Cesena. Il comune si estende in territorio collinare a un'altitudine di 314 m s.l.m. Confina con i comuni di Borghi, Cesena, Longiano, Mercato Saraceno, Montiano e Sogliano al Rubicone.

## Storia
Ricordato nel codice Bavaro (sec. VIII), munito di castello nel sec. X, appartenne alla mensa vescovile di Rimini. Passato per via matrimoniale ai Malatesta di Verucchio, poi ai Malatesta di Cesena (1429), tornò nel 1465 alla Chiesa, che lo concesse agli Zampeschi di Forlì (1477). Nel 1558 venne conquistato da Giacomo Malatesta di Montecodruzzo, che dieci anni più tardi ne ottenne l'investitura. Nel 1659 fu ceduto ai conti Spada di Bologna. Il capoluogo ha subito ingenti danni durante il secondo conflitto mondiale, rimangono alcuni resti della rocca, della torre, della porta civica e le antiche fontane malatestiane.

### Simboli
Lo stemma è antico e sicuramente preesistente al XIX secolo.
Il gonfalone è un drappo di rosso.

## Monumenti e luoghi di interesse
- Chiesa di San Biagio (XVIII secolo): si segnala il Crocifisso con due santi del pittore forlivese Antonio Fanzaresi[7].
- Oratorio della Madonna della Misericordia.
- Rubicone '44 - Museo del Fronte, sulla Seconda guerra mondiale nella storia del paese
- Castello di Monteleone

## Società

### Evoluzione demografica
Abitanti censiti

### Etnie e minoranze straniere
Secondo i dati ISTAT al 31 dicembre 2009 la popolazione straniera residente era di 338 persone. Le nazionalità maggiormente rappresentate in base alla loro percentuale sul totale della popolazione residente erano:
- Bulgaria 111 3,30%
- Romania 43 1,28%
- Albania 38 1,13%
- Marocco 35 1,04%

## Cultura

### Biblioteche
Biblioteca comunale F.lli Carnacini

### Eventi
Piccola Fiera d'Autunno: fiera enogastronomica con eventi culturali (fine novembre) 

## Geografia antropica

### Frazioni
Ardiano, Castiglione, Cento, Ciola Araldi, Diolaguardia, Felloniche, Gualdo, Monteaguzzo, Montecodruzzo, Monte delle Forche, Monteleone, Musano, Oriola, Santa Paola, Sorrivoli, Villa Venti

## Amministrazione
Di seguito è presentata una tabella relativa alle amministrazioni che si sono succedute in questo comune.
| Periodo        | Periodo        | Primo cittadino | Partito                                                        | Carica  | Note  |
| -------------- | -------------- | --------------- | -------------------------------------------------------------- | ------- | ----- |
| 12 luglio 1985 | 6 giugno 1990  | Cleandro Bulbi  | Democrazia Cristiana                                           | Sindaco | [ 9 ] |
| 6 giugno 1990  | 24 aprile 1995 | Luigi Gudenzi   | Partito Comunista Italiano, Partito Democratico della Sinistra | Sindaco | [ 9 ] |
| 24 aprile 1995 | 14 giugno 2004 | Odo Rocchi      | centro-sinistra                                                | Sindaco | [ 9 ] |
| 14 giugno 2004 | 26 maggio 2014 | Franco Cedioli  | centrosinistra                                                 | Sindaco | [ 9 ] |
| 26 maggio 2014 | 27 maggio 2019 | Massimo Bulbi   | Partito Democratico                                            | Sindaco | [ 9 ] |
| 27 maggio 2019 | in carica      | Sara Bartolini  | lista civica di centro-sinistra Semplicemente Roncofreddo      | Sindaco |       |